# إقليم أبوريماك
إقليم أبوريماك (بالإنجليزية: Apurímac Region)‏ هو أحد أقاليم بيرو، يتبع بيرو، بلغ عدد سكانه 449365  نسمة، عاصمته أبانكاي.

## الموقع
يشترك في الحدود مع:
- إقليم أياكوتشو
- إقليم قوسقو
- إقليم أريكيبا.

## التقسيمات الإدارية
- Abancay province [الإنجليزية]‏
- Andahuaylas province [الإنجليزية]‏
- Antabamba province [الإنجليزية]‏
- Aymaraes province [الإنجليزية]‏
- Chincheros province [الإنجليزية]‏
- Cotabambas province [الإنجليزية]‏
- Grau province [الإنجليزية]‏.

## أعلام
- ماريا بورتيو